# Batalha do Passaleão
A Batalha do Passaleão (Pak Shan Lan 白沙岭  ou Baishaling), foi um conflito ocorrido entre o Reino de Portugal e a Dinastia Qing no território de Macau em agosto de 1849. Os chineses foram derrotados no único confronto militar, mas os portugueses suspenderam novas medidas punitivas depois que uma explosão naval matou cerca de duzentos marinheiros.

## Mudanças na política portuguesa
O comandante João Maria Ferreira do Amaral adotou uma postura de confronto em relação aos chineses, como aconteceu na Revolta dos Faitiões em outubro de 1846. No início de 1849, ele propôs estender uma estrada das muralhas da cidade até a fronteira chinesa. Isso exigiu a realocação de alguns túmulos chineses. E então, ordenou que os residentes chineses dentro dos muros pagassem impostos às autoridades portuguesas e não mais aos mandarins imperiais.
Amaral também controlou de forma mais estrita o tráfego das lorchas e tentou impedir os mandarins de cobrarem as taxas habituais do povo tanca que vivia nos barcos do porto, visto que Macau era um porto franco. Os mandarins mantinham duas alfândegas, uma na Praia Pequena e a outra na Praia Grande. Estes recusaram-se a fechá-las a pedido de Amaral, pelo que a 5 de março ele as proclamou encerradas. Os mandarins não haviam partido, e no dia 13 de março, foram expulsos à força. Amaral informou aos mandarins de Anção que se algum dia visitassem Macau seriam recebidos como estrangeiros dignitários.
Com todas essas mudanças, os mandarins e o Estado chinês perderam receitas significativas. Os habitantes chineses de Macau ficaram taxados. Havia cartazes que ofertavam uma recompensa pela cabeça de Amaral em Cantão. Na tarde do dia 22 de Agosto de 1849, Ferreira do Amaral saiu para um passeio a cavalo, acompanhado pelo seu ajudante de ordens Jerónimo Pereira Leite, passou as Portas do Cerco e foi atacado por um grupo de chineses que o mataram à cutilada. O governador, no entanto, tinha alcançado o seu objetivo da independência macaense da China: para as legações de Espanha, do Reino Unido e dos Estados Unidos estabelecidas na China optaram por ficar em Macau enquanto aguardam autorização para entrar na China.

## Batalha de 25 de agosto
Na sequência do assassinato, sentindo a fraqueza portuguesa, os chineses moveram as tropas para mais perto da cidade. Em 25 de agosto, os canhões do forte imperial de Latashi (拉塔石), conhecido pelos portugueses como Passaleão,  cerca de uma milha ao norte da cidade, abriram fogo contra as muralhas de Macau. Com cerca de 400 homens e 20 canhões, os chineses superavam em muito o número e as armas da guarnição portuguesa. Nesta situação, Vicente Nicolau de Mesquita, um subtenente da artilharia, ofereceu-se para liderar um ataque a Baishaling com uma companhia de cerca de trinta e seis homens e um obus. Um português ficou ferido e cerca de 15 chineses foram mortos. 